# Three Is a Family
Three Is a Family resp. 3 Is a Family ist eine US-amerikanische Filmkomödie aus dem Jahr 1944 von Edward Ludwig. Die Hauptrollen sind mit Marjorie Reynolds, Charlie Ruggles und Fay Bainter besetzt.
Der Film geht zurück auf das New Yorker Theaterstück Three Is a Family von Phoebe und Henry Ephron, das von John Golden am 5. Mai 1943 erstmals in New York realisiert wurde.

## Handlung
Als ihr Mann, der Marineoffizier Gene Mitchell, auf einen Stützpunkt in Norfolk in Virginia versetzt wird, beschließt Kitty Mitchell, mit ihren neun Monate alten Zwillingstöchtern zu ihren Eltern nach New York zu ziehen. Das Problem ist, dass Sam und Frances Whitaker nur eine sehr kleine Wohnung haben, die sie zudem noch mit einer Irma Dalrymple, einer alten Tante, teilen müssen. Als Kitty die Eltern nach einer Weile bittet, sich um die Zwillinge zu kümmern, damit sie ihren Mann besuchen kann, räumt Irma ihr Zimmer, um Platz für die Mädchen zu machen, und zieht ins Wohnzimmer. Im selben Haus lebt auch Archie, der Sohn der Whitakers, mit seiner schwangeren Frau Hazel. Als dann auch noch der Vermieter Steele von Hazels Schwangerschaft erfährt und dem jungen Paar die Wohnung kündigt mit der Begründung, dass Kinder im Haus nicht erwünscht seien, eskalieren die Wohnungsprobleme der Großfamilie.
Zu Missverständnissen kommt es, als Kitty von Norfolk aus in New York anruft, um sich nach ihren Kindern zu erkundigen. Da sie befürchtet, dass etwas Schlimmes passiert ist, beschließt sie, umgehend die Rückreise anzutreten. Bei den Whitakers kündigen sich inzwischen weitere Probleme an, als Frances ihrem Mann mitteilt, dass sie einen Teil des gemeinsam ersparten Geldes für ein neues Haus anlegen wolle. Sam weiß nicht, wie er auf diese Nachricht reagieren soll, weil er die gesamten Ersparnisse in Wertpapiere investiert hat. Erschwerend kommt hinzu, dass Frances die Familie durch ihre Arbeit unterhält, während Sam sich mit Hausarbeit, Kindererziehung und anderen Problemen herumschlagen muss.
Als Kitty, Sam und Irma unterwegs zum Flughafen sind, um Gene abzuholen, der kurzfristig einen Wochenendurlaub angekündigt hat, und Frances sich mit Mr. Steele zu einem Gespräch trifft, bleibt das Hausmädchen allein mit den Zwillingen zurück, findet eine Flasche Scotch Whisky, und trinkt mehr davon, als ihr guttut. Während die Familie Gene am Flughafen verpasst, weil er eine frühere Maschine genommen hat, findet er die Wohnung verlassen vor, stattdessen aber eine leere Scotchflasche. Als Kitty und die Restfamilie zurück sind, machen die besorgten Eltern sich zusammen auf die Suche nach ihren Kindern. In dieser Zeit tauchen Archie und Hazel auf, bei der die Wehen vorzeitig eingesetzt haben. Ein Anruf im Krankenhaus ergibt, dass gerade keine Betten zur Verfügung stehen, weshalb Hazel zu Hause entbinden müsse. In dieses Tohuwabohu platzt Sam dann auch noch mit seiner Mitteilung, dass er das Geld, das Frances benötigt, angelegt habe.
Gene und Kitty finden zumindest ihre Kinder wieder, die das betrunkene Hausmädchen im Kinderwagen spazierengefahren hat. Nachdem alle wieder versammelt sind, wozu inzwischen auch Leutnant Joe Franklin und seine schwangere Frau Marian sowie der Arzt Dr. Bartell zählen, erklärt Franklin, der Jura studiert hat, dass Steele gar keine Möglichkeit habe, die Familie aus ihrer Wohnung vertreiben zu können. Und dann kommt auch noch die gute Nachricht, dass sich Sams Geldanlage amortisiert hat und durch eine Fusion enorm im Wert gestiegen ist.

## Produktion und Hintergrund
Gedreht wurde von Anfang Juni bis zum 1. August 1944. Als Musikdirektor agierte Charles Previn, als Sound-Direktor WV Wolfe, der in der Kategorie „Bester Ton“ für einen Oscar nominiert war.
Laut einer Nachricht in AEx kaufte Sol Lesser Henry und Phoebe Ephron die Rechte an ihrem Theaterstück für 50.000 $ ab, um seine jungen Stars aus Stage Door Canteen (1943) Cheryl Walker, Lon McCallister, Marjorie Riordan und William Terry erneut einzusetzen. Es kursierte das Gerücht, dass William Wadsworth, der die Rolle des Arztes am Broadway gespielt hatte, ebenso wie Charlotte Greenwood, die dort die unverheiratete Tante gespielt hatte, im Film ebenfalls in ihre Bühnenrollen schlüpfen sollten, was sich aber als Trugschluss erwies.

## Kinostart
Der Film hatte am 23. November 1944 Weltpremiere in Norfolk und Richmond.
In Deutschland lief er nicht im Kino.
- Portugal: 25. April 1945 unter dem Titel chuva de Filhos
- Schweden: 10. September 1945 unter dem Titel 3 måste man vara
- Dänemark: 14. Februar 1949 unter dem Titel Storken kommer
- Brasilien unter dem Titel 3 é Demais

## Auszeichnung
1946 war Sounddirektor WV Wolfe für RCA Sound mit dem Film in der Kategorie „Bester Ton“ für einen Oscar nominiert, der jedoch an Stephen Dunn und das Filmdrama Die Glocken von St. Marien ging.